# Pałac Prezydencki w Warszawie

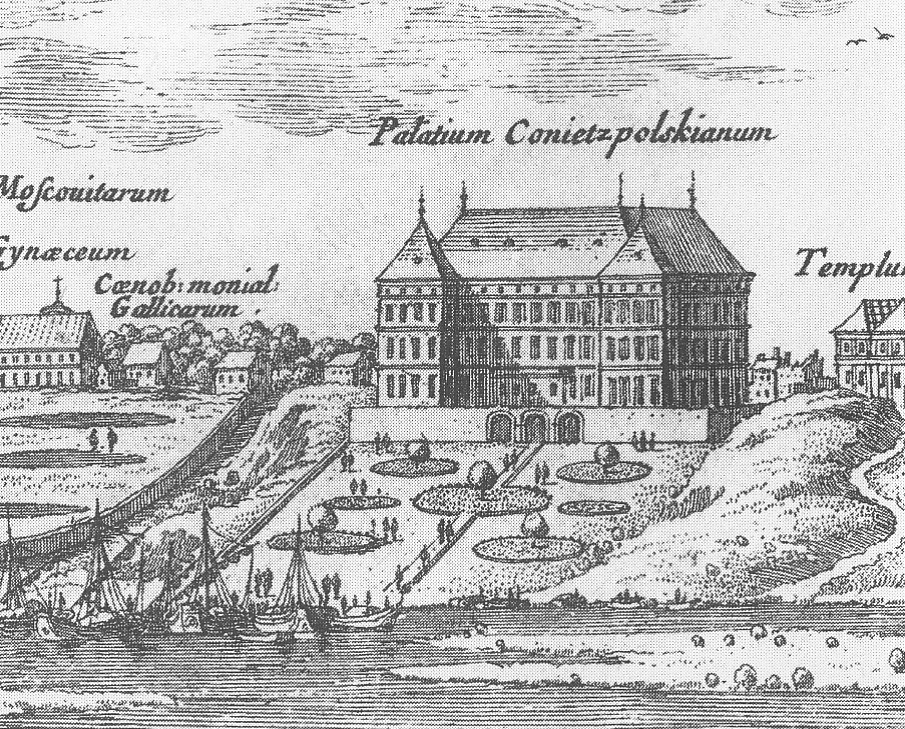
Pałac w 1656 na rycinie Erika Dahlbergha

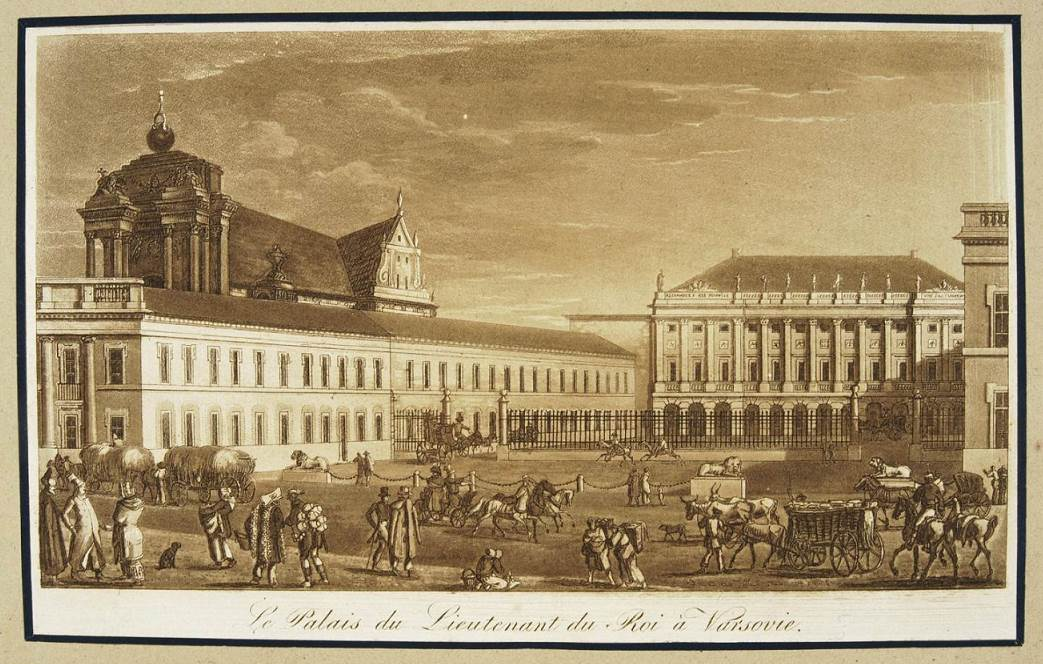
Pałac w 1820 na rycinie Fryderyka Dietricha

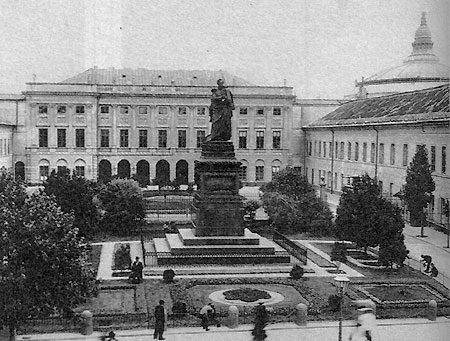
Pomnik Iwana Paskiewicza znajdujący się przed pałacem w latach 1870–1917

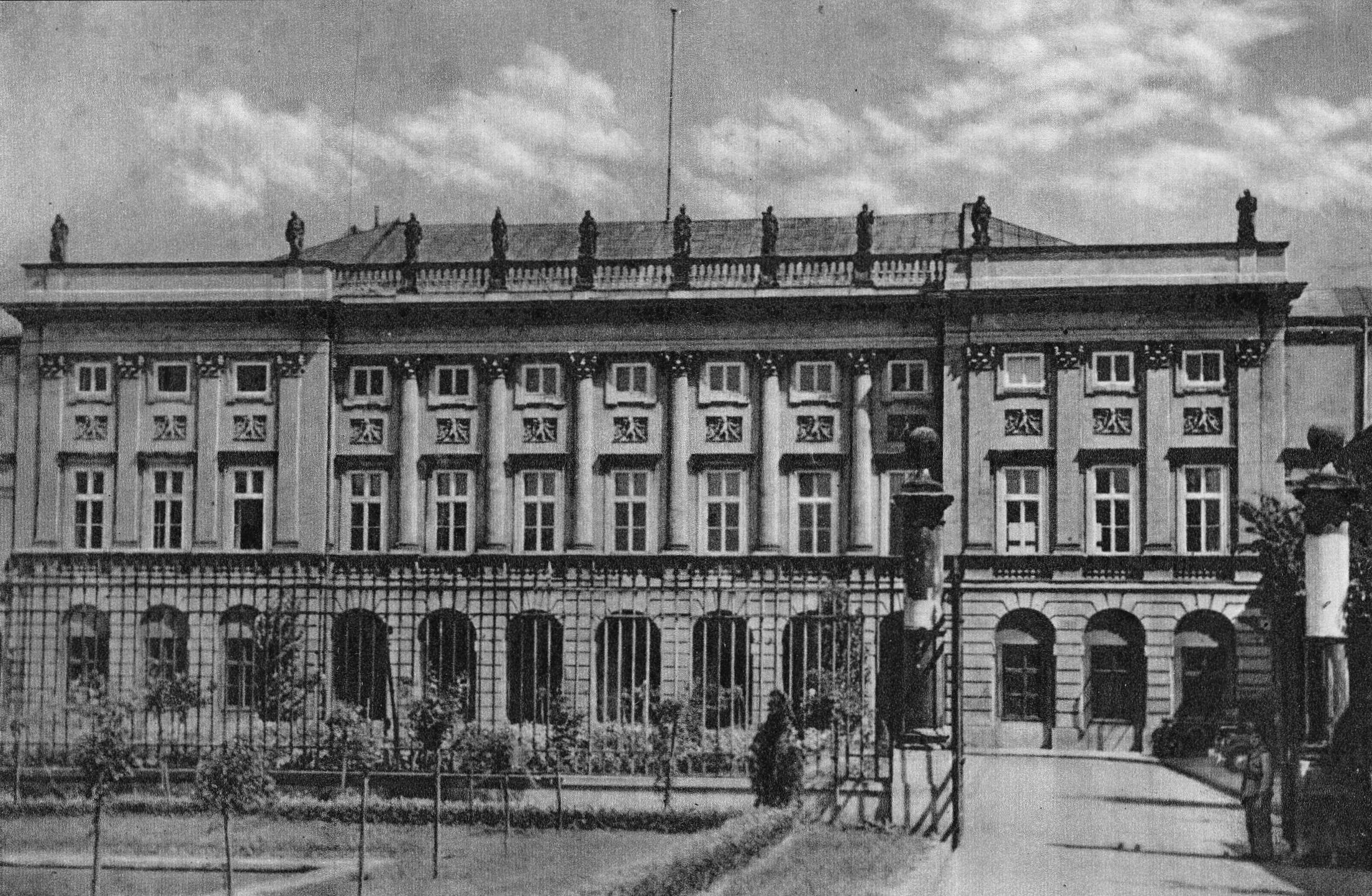
Pałac w okresie międzywojennym – oficjalna siedziba Rady Ministrów i Prezesa Rady Ministrów

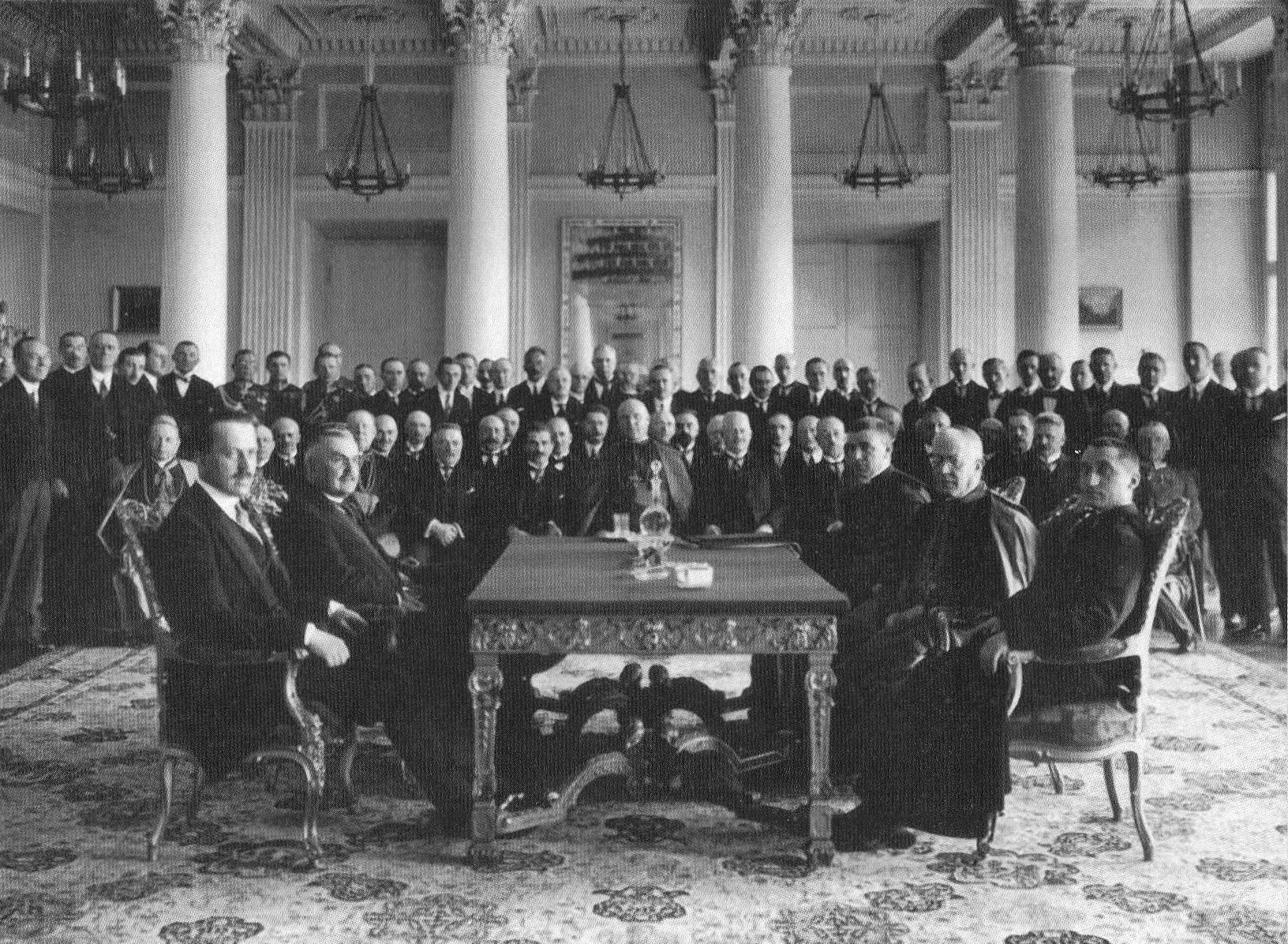
Podpisanie konkordatu pomiędzy Stolicą Apostolską a Rzecząpospolitą Polską w Sali Balowej pałacu (1925)

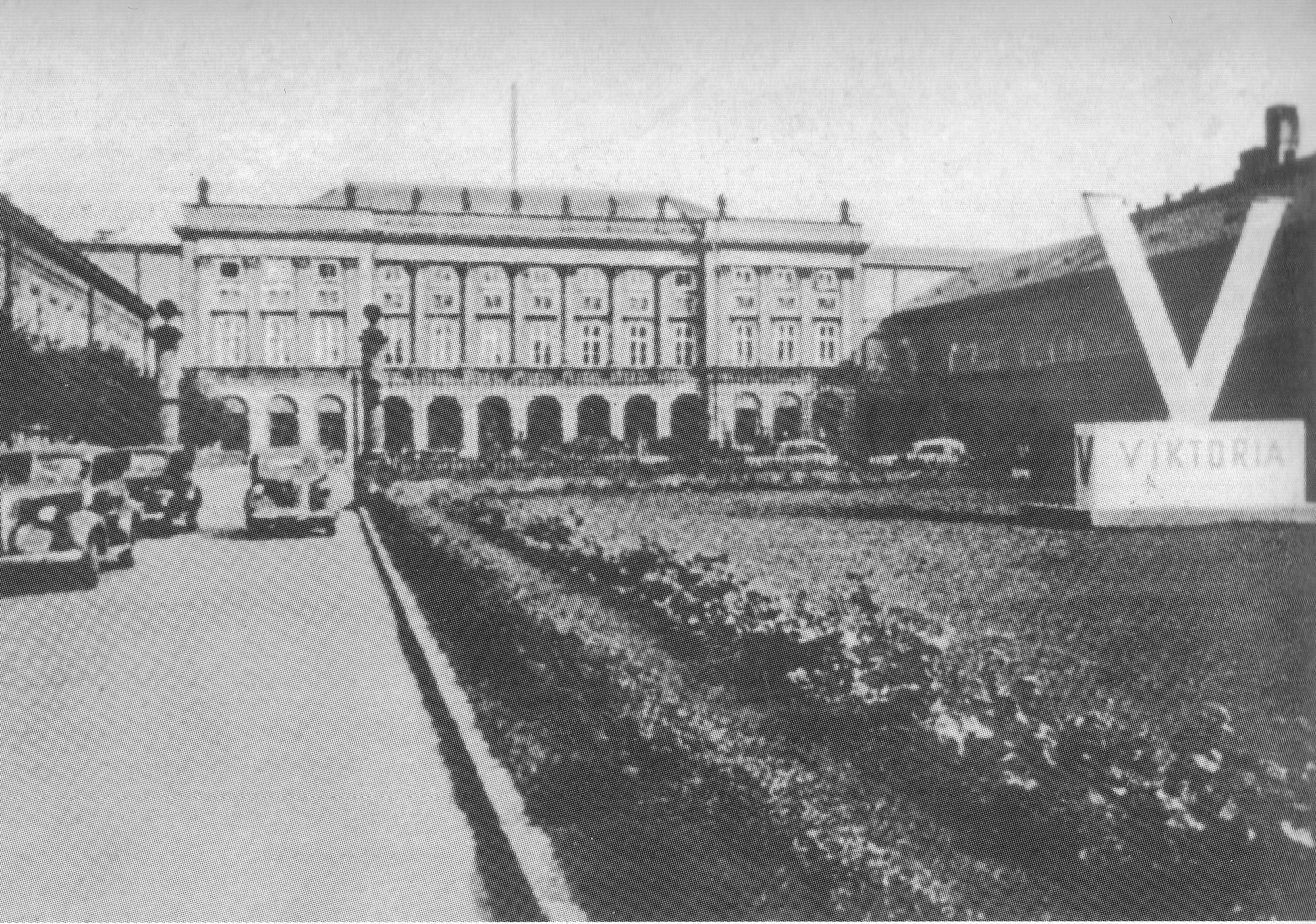
Od stycznia 1941 w gmachu mieścił się Deutsches Haus. Widoczna dekoracja z literą „V” – symbolem zwycięstwa III Rzeszy

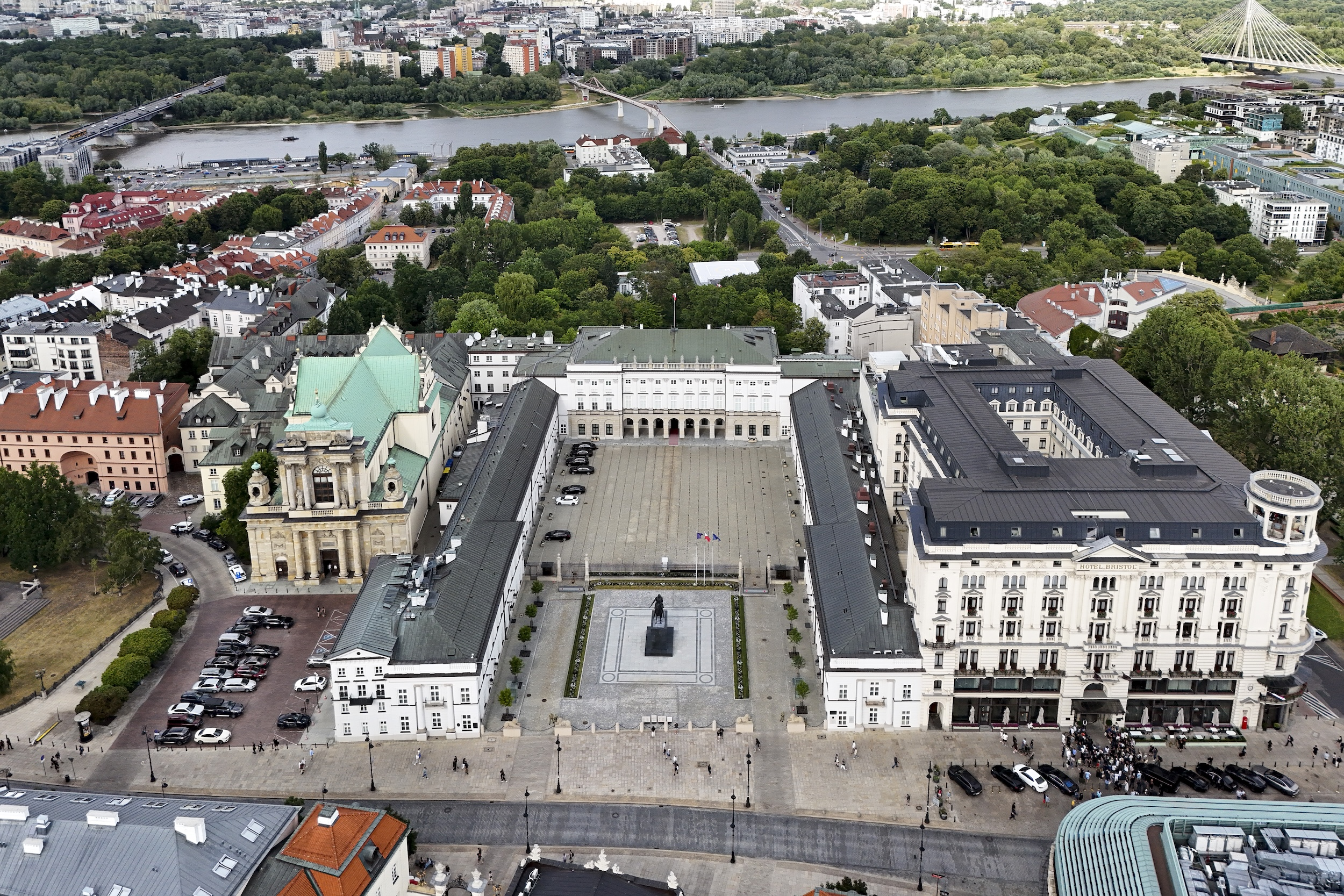
Zespół pałacowy widziany z powietrza (2025)

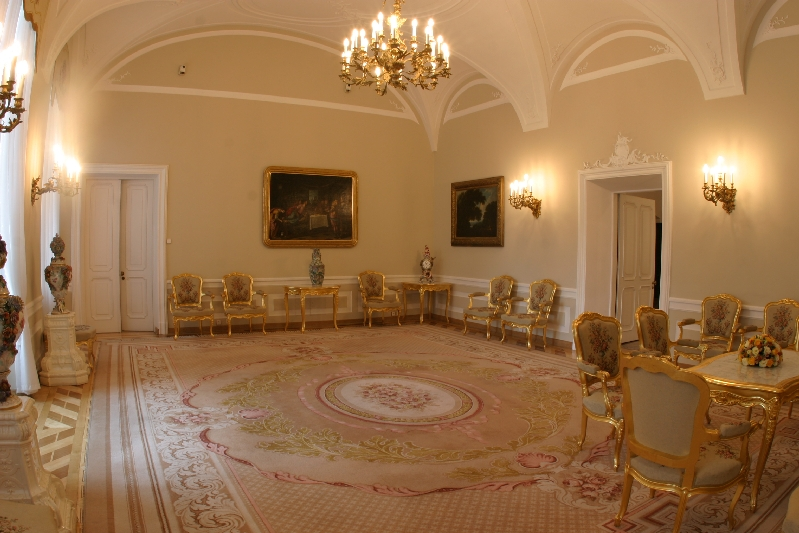
Sala Biała

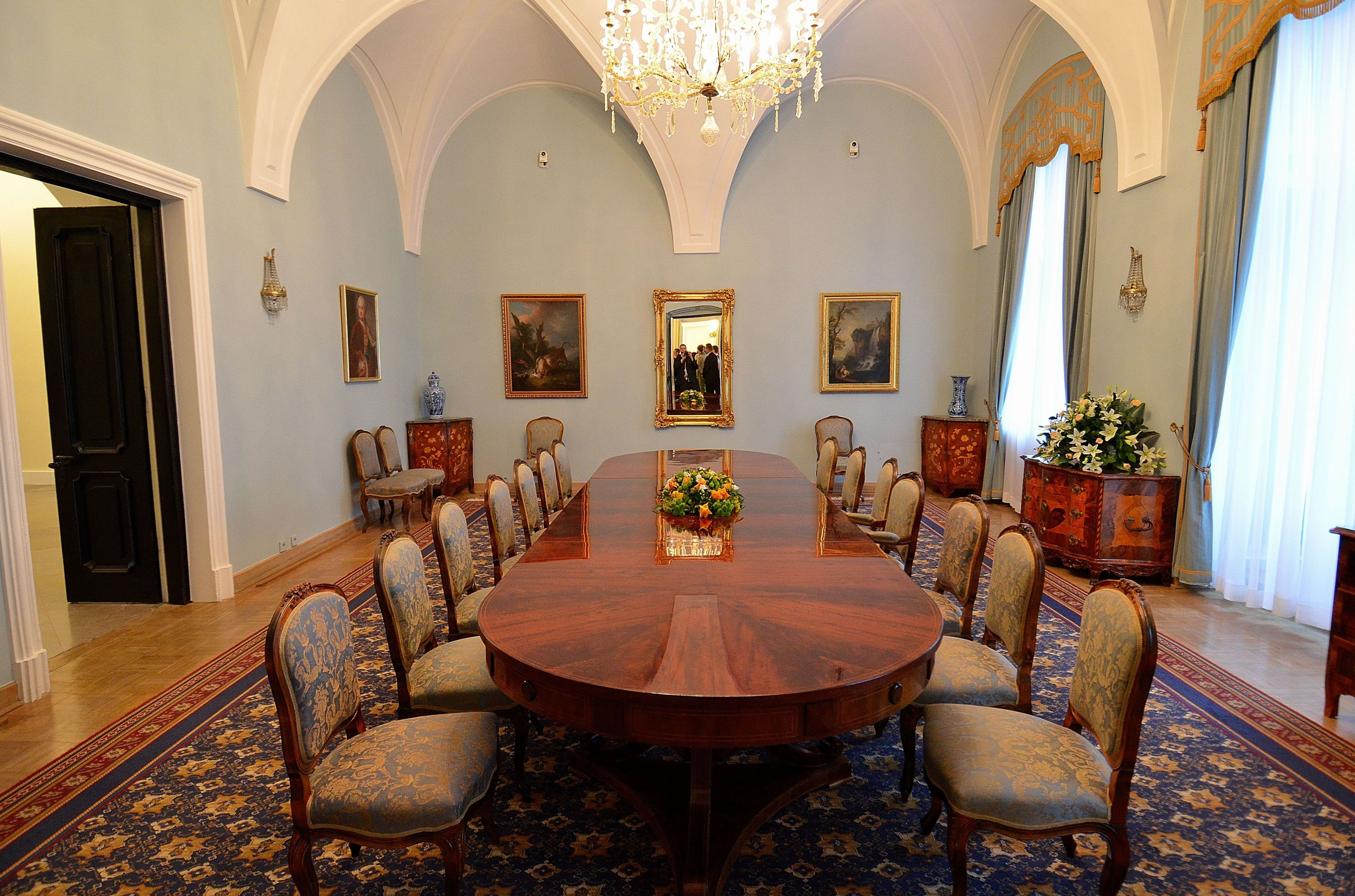
Sala Niebieska

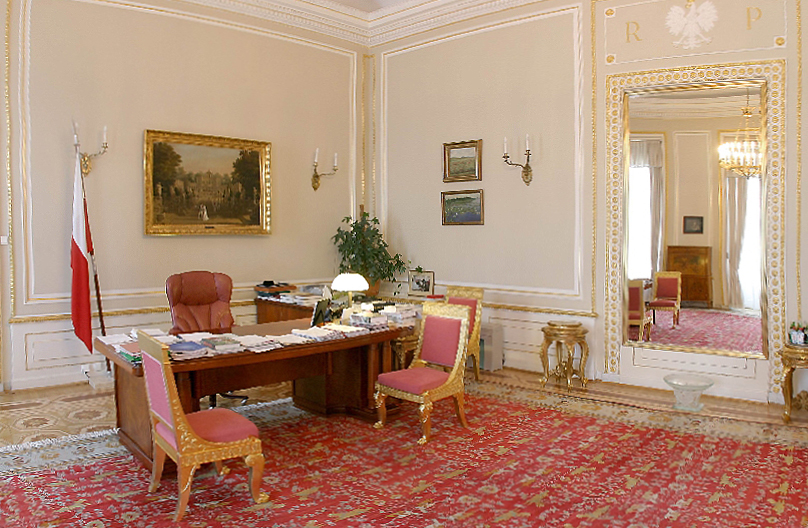
Gabinet Prezydenta RP

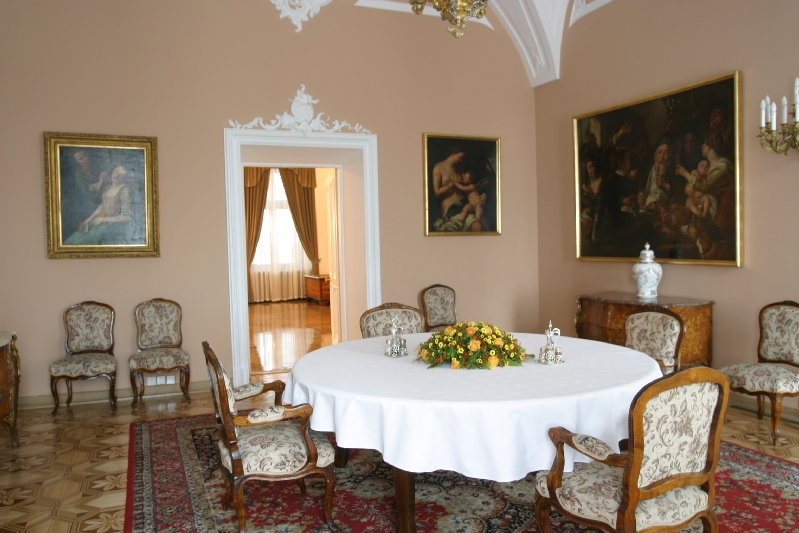
Jadalnia

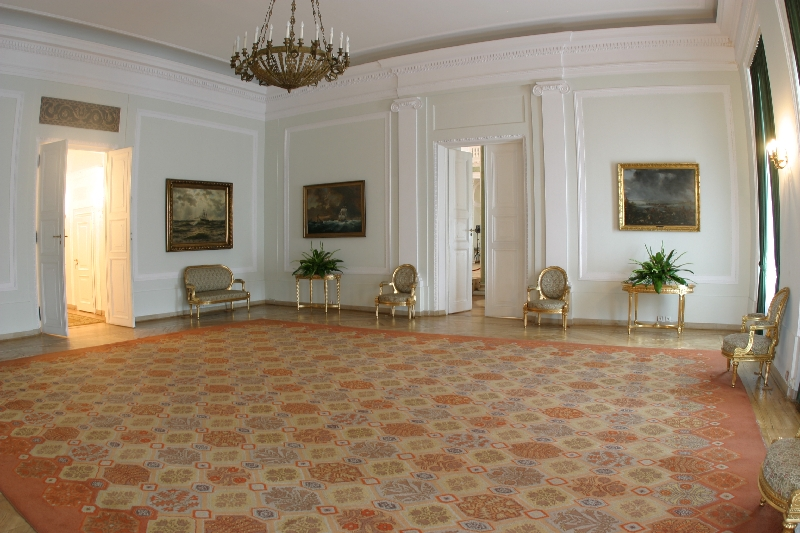
Antyszambra

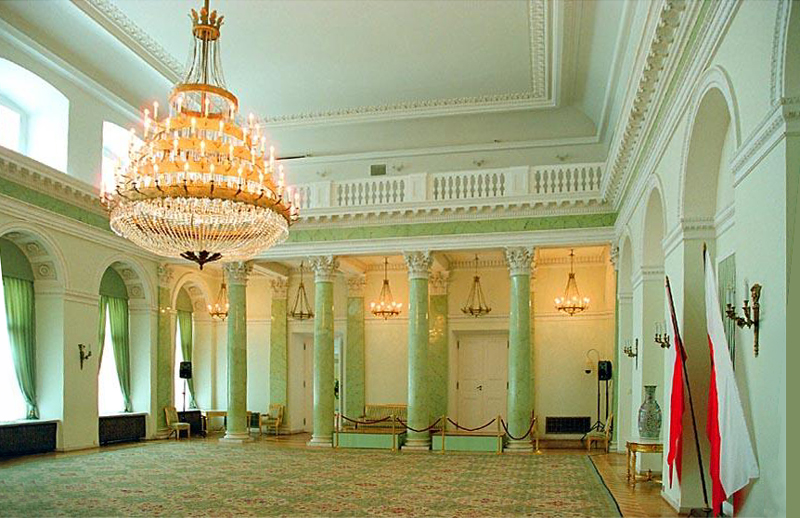
Sala Kolumnowa

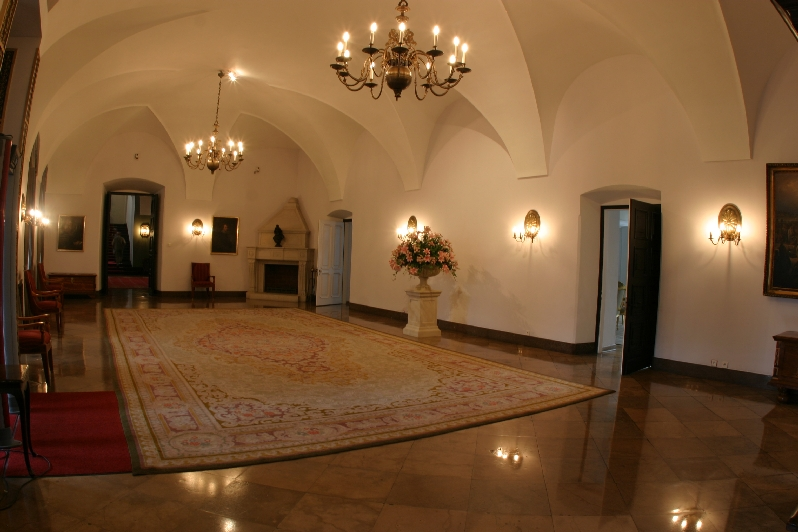
Sień Wielka

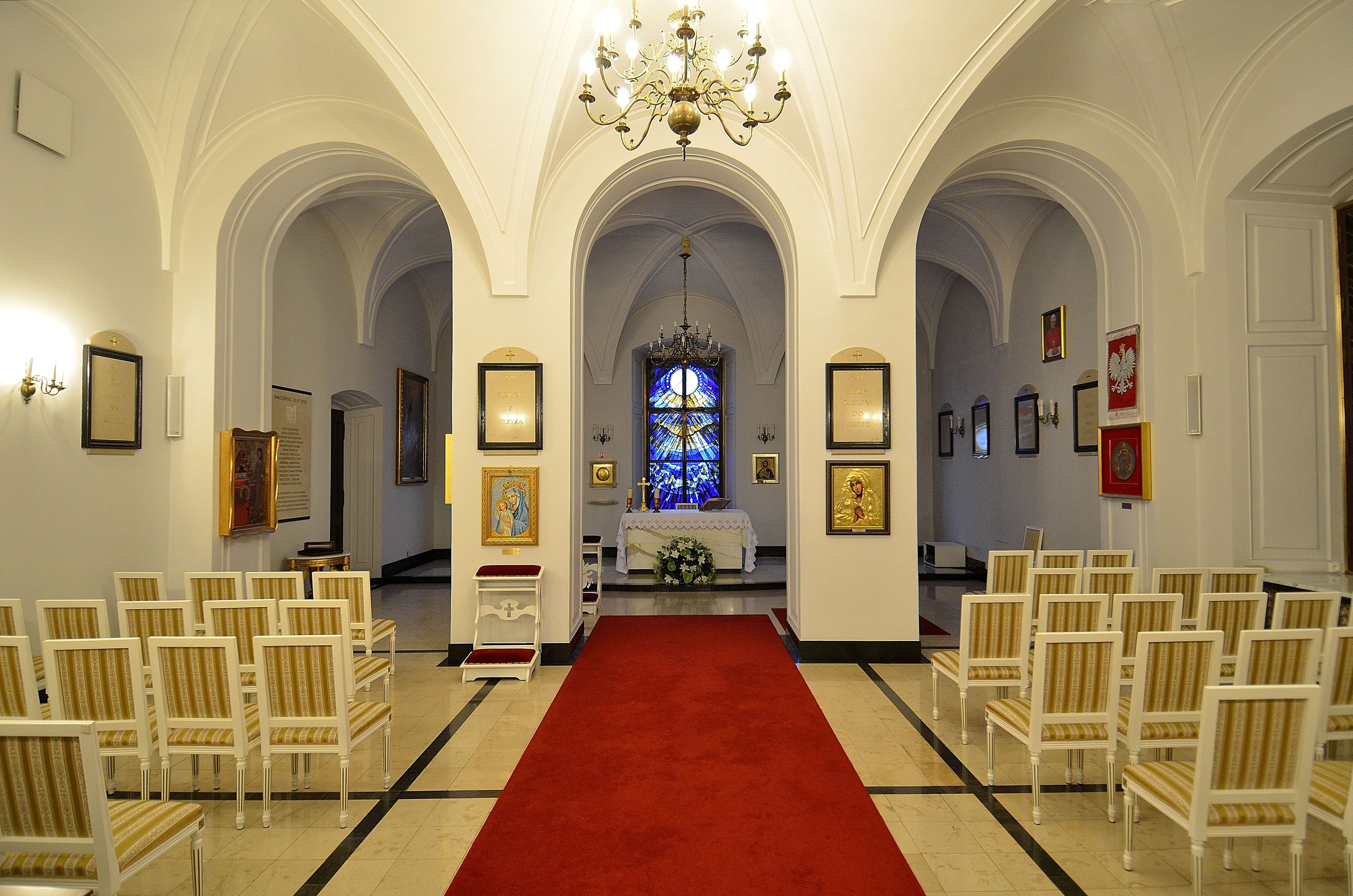
Kaplica Zwiastowania Najświętszej Marii Panny

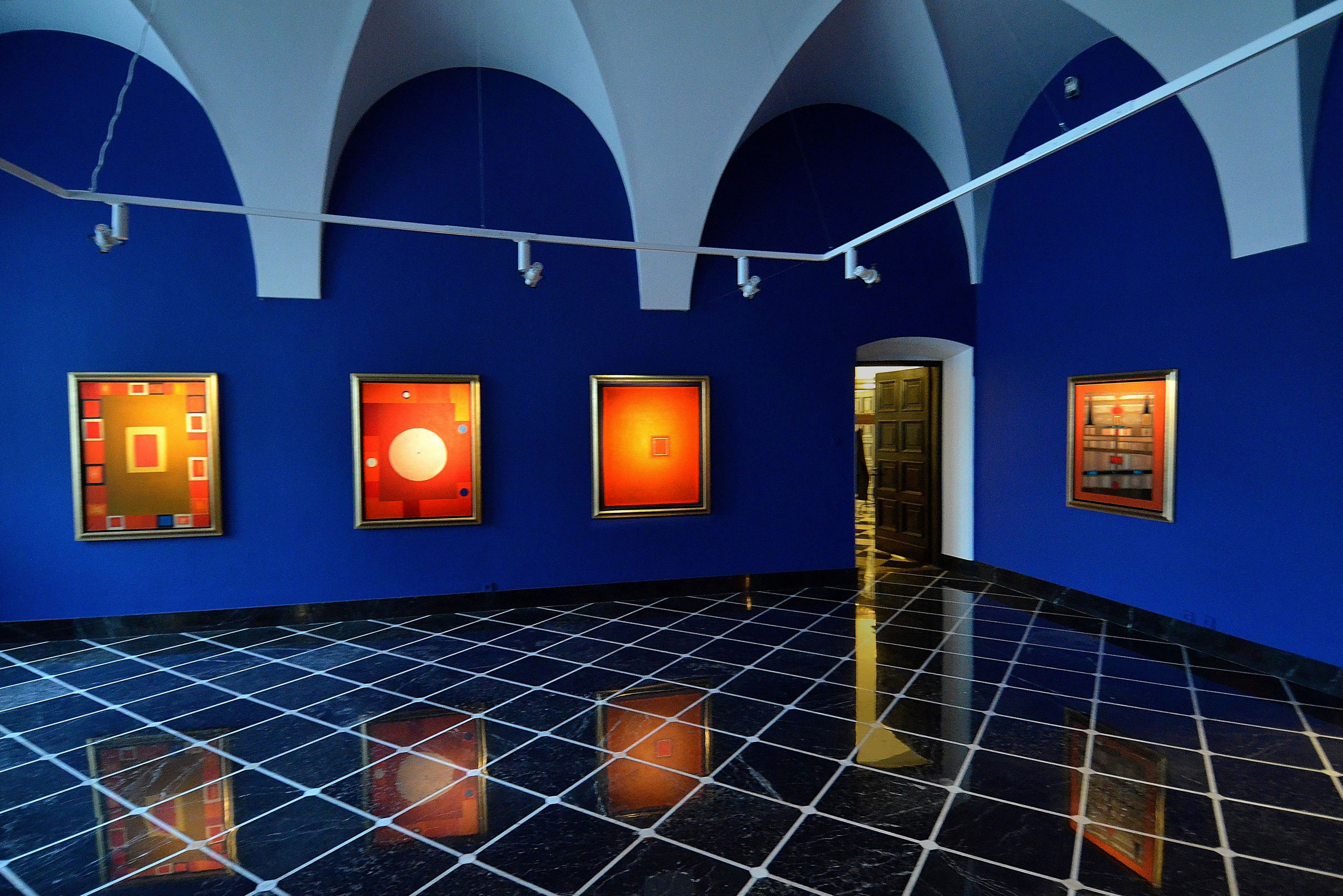
Dawna Sala Jerzego Nowosielskiego, w której w latach 2012–2015 prezentowano 10 prac artysty

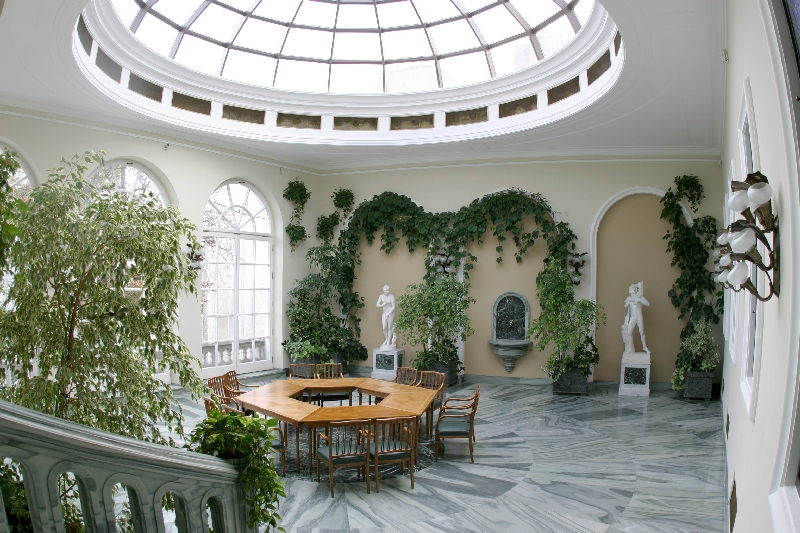
Ogród Zimowy

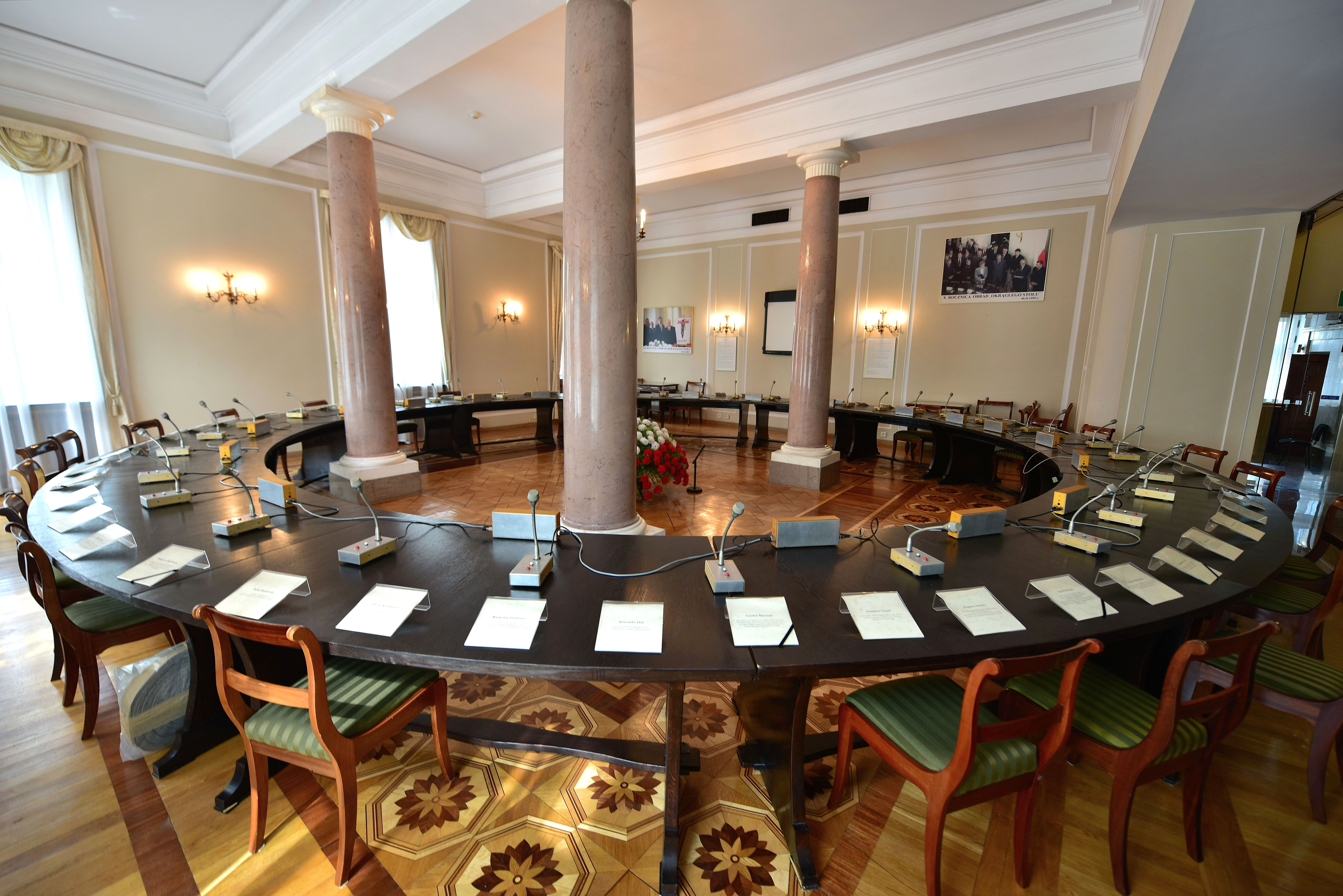
Stół wykorzystywany w 1989 podczas negocjacji Okrągłego Stołu. Sala Okrągłego Stołu w lewym skrzydle pałacu

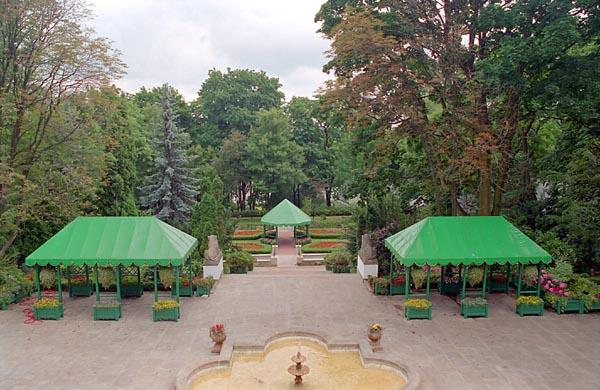
Ogród pałacowy

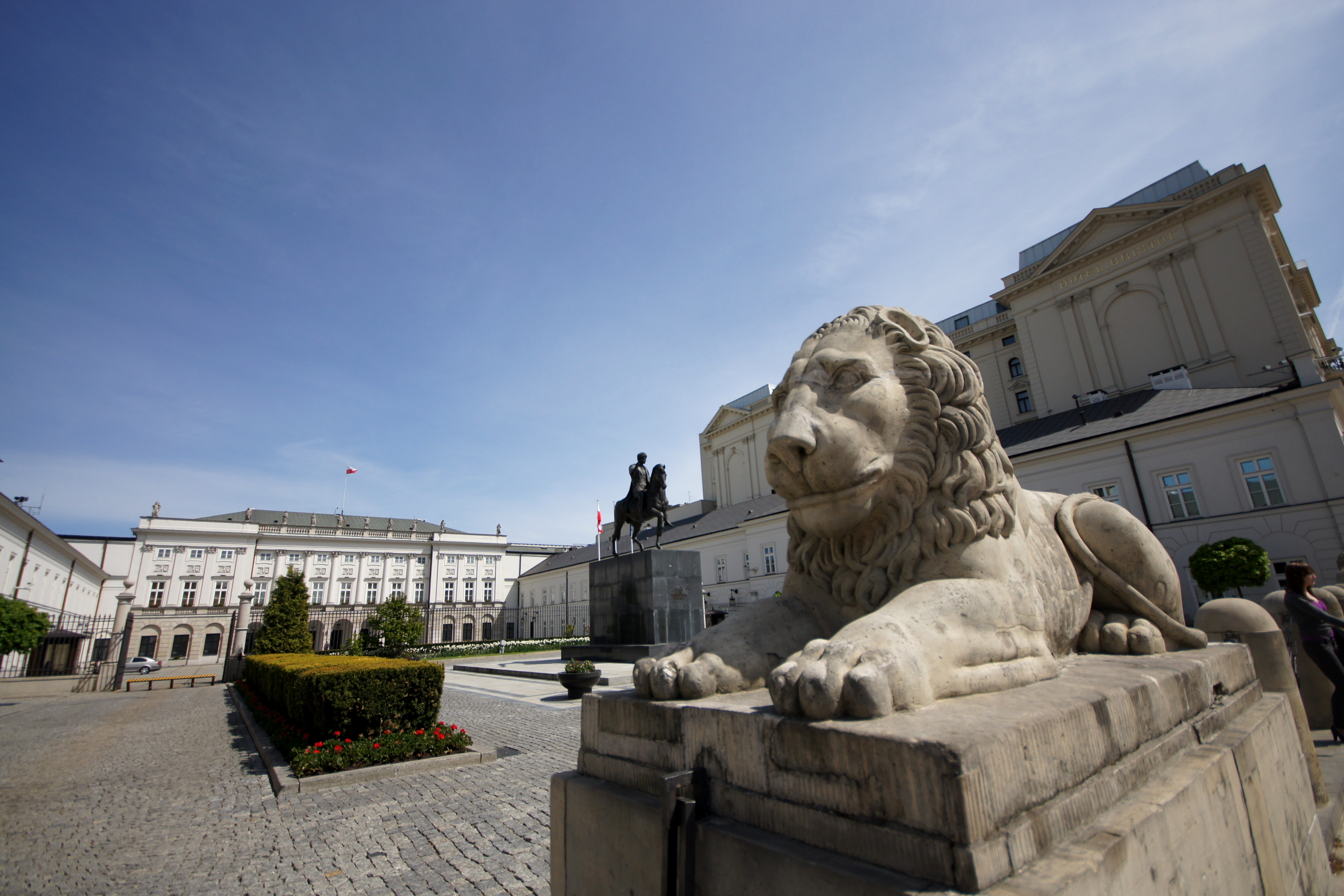
Jeden z kamiennych lwów Camilla Landiniego

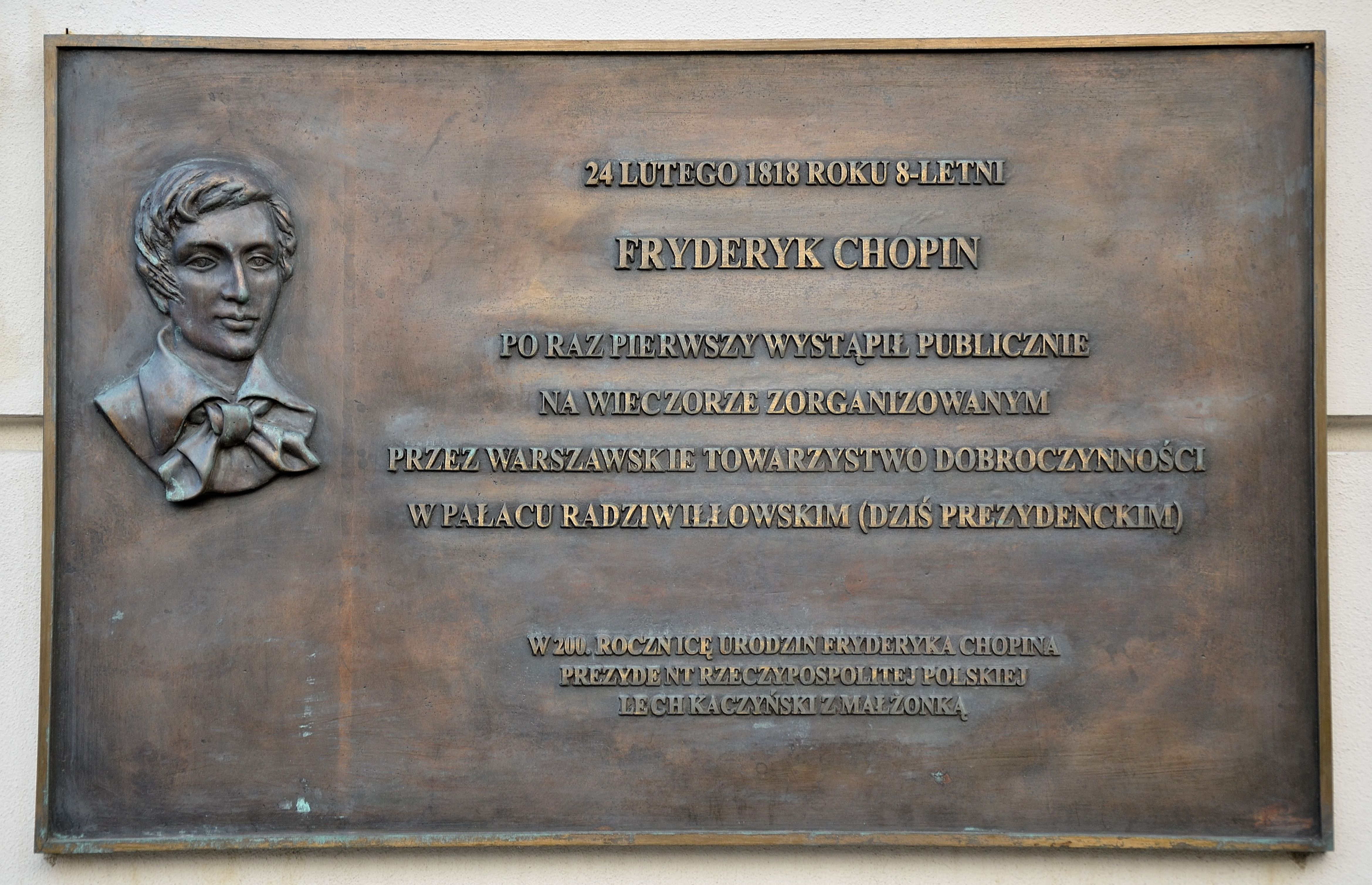
Tablica upamiętniająca pierwszy publiczny koncert Fryderyka Chopina w 1818

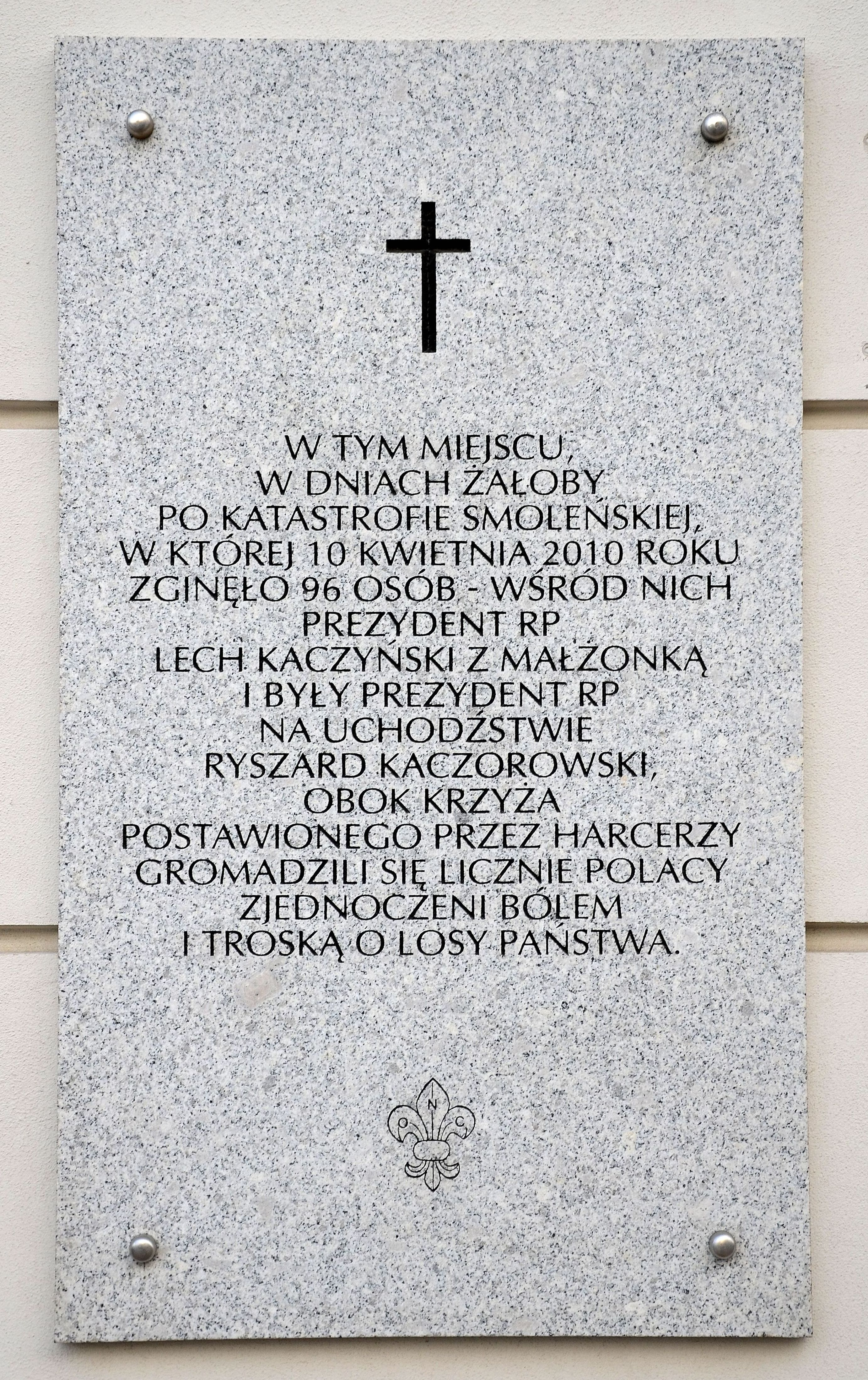
Tablica upamiętniająca wydarzenia związane z katastrofą smoleńską w 2010

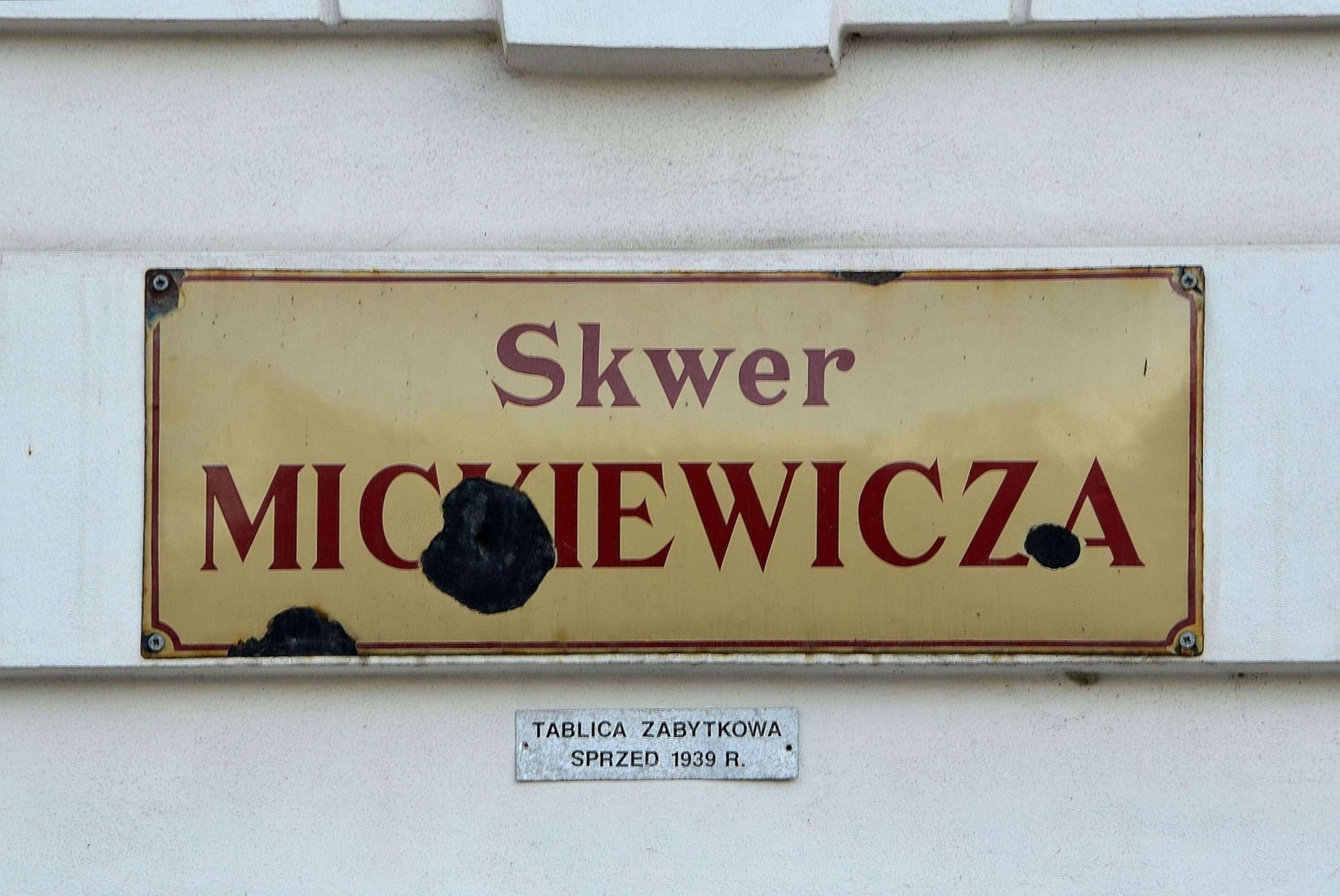
Zachowana tabliczka z okresu międzywojennego ze śladami po kulach

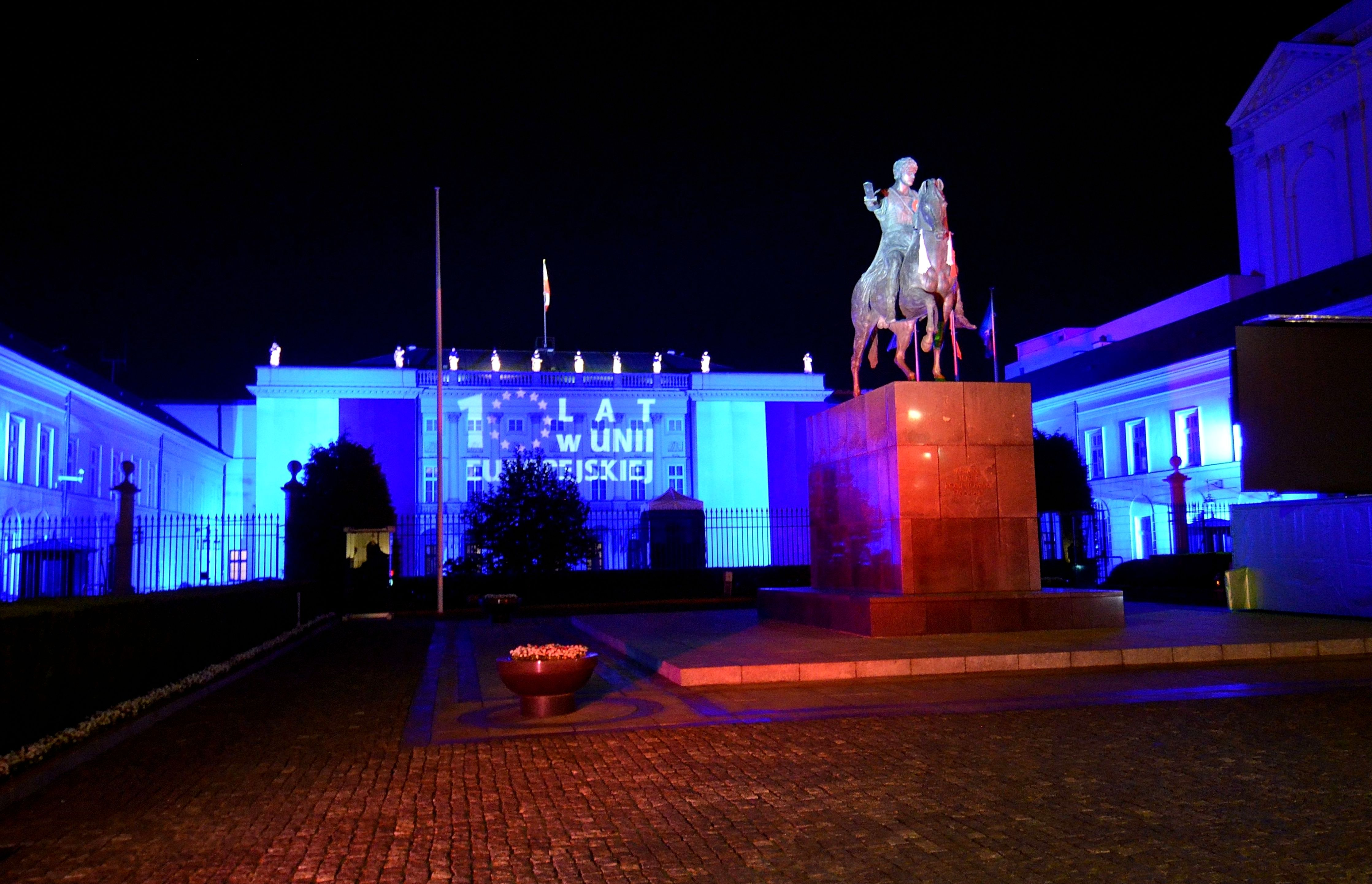
Iluminacja pałacu w 10. rocznicę wstąpienia Polski do Unii Europejskiej

Pałac Prezydencki w Warszawie (wcześniejsze nazwy: Koniecpolskich, Radziwiłłów, Lubomirskich, Namiestnikowski, Rady Ministrów) – zabytkowy pałac znajdujący się w dzielnicy Śródmieście w Warszawie, przy ul. Krakowskie Przedmieście 46/48. W latach 1918–1939 oficjalna siedziba Rady Ministrów i Prezesa Rady Ministrów, w latach 1945–1953 Urzędu Rady Ministrów. Od 1994 oficjalna siedziba Prezydenta Rzeczypospolitej Polskiej.
Pałac Prezydencki jest największym pałacem w Warszawie. Monumentalny gmach, znajdujący się pomiędzy kościołem pokarmelickim a hotelem Bristol, składa się z czterokondygnacyjnego korpusu głównego oraz dwóch dwukondygnacyjnych skrzydeł bocznych. Był wielokrotnie przebudowywany. Swój obecny wygląd zewnętrzny uzyskał na początku XIX wieku.

## Historia

### Pałac do 1818 roku
Pierwotnie był to barokowy pałac w stylu rezydencji genueńskich, z pierwszym w Warszawie ogrodem typu włoskiego, sięgającym aż do Wisły, płynącej w tamtych czasach u podnóża skarpy. Projektantem pałacu był prawdopodobnie Constantino Tencalla – nadworny architekt króla Władysława IV. Budowę korpusu głównego w miejscu znajdującego się w tym miejscu dworu rozpoczął ok. 1643 (według innego źródła ok. 1637) hetman wielki koronny Stanisław Koniecpolski, z przeznaczeniem na swoją warszawską rezydencję (jego główną siedzibą były Brody). Zmarł jednak w 1646, a prace dokończył jego syn Aleksander. Wolnostojący dwukondygnacyjny gmach z mezaninem powstał na granicy skarpy pomiędzy dużym dziedzińcem od strony Krakowskiego Przedmieścia, a ogrodem schodzącym trzema tarasami do rzeki. Na dziedzińcu znajdowały się drewniane zabudowania.
Po śmierci Aleksandra Koniecpolskiego jego syn, Stanisław, w 1659 sprzedał pałac hetmanowi polnemu i marszałkowi wielkiemu koronnemu Jerzemu Sebastianowi Lubomirskiemu. Nowy właściciel odrestaurował pałac po potopie szwedzkim. Po jego śmierci (1667) rezydencję odziedziczyły dzieci z pierwszego małżeństwa i druga żona z dziećmi. W 1674 negocjacje ze wszystkimi spadkobiercami Lubomirskiego w sprawie odkupienia nieruchomości rozpoczął Michał Kazimierz Radziwiłł. Po jego śmierci (1680) kontynuowała je jego żona Katarzyna z Sobieskich. Ostatecznie transakcję kupna zawarto w 1685. Jednak już wcześniej, w 1677, Radziwiłłowie rozpoczęli prace mające dostosować rezydencję do ich potrzeb.
W latach 1694–1705 gmach został przebudowany pod kierunkiem Augustyna Locciego, Karola Ceroniego oraz Andrzeja Jeziornickiego, a na początku lat 20. XVIII wieku odnowiono go pod kierunkiem Karola Baya. W 1728 włoski budowniczy Dominik Cioli wyremontował grotę znajdującą się pod pałacem, oraz osuszył zawilgocony gmach.
W 1705 w pałacu mieszkał Stanisław Leszczyński.
Za Radziwiłłów gmach był częstym miejscem zgromadzeń publicznych, uczt i balów. Jednym z najbardziej znanych mieszkańców pałacu był książę Karol Stanisław II Radziwiłł zwany Panie Kochanku, najzamożniejszy polski magnat II połowy XVIII wieku i jeden z najbogatszych ludzi ówczesnej Europy. Poróżniony z Czartoryskimi i królem Stanisławem Augustem Poniatowskim Radziwiłł przestał bywać w stolicy, a pałac wynajmowano, co przynosiło spory dochód.
Po rozebraniu Operalni, gmach został w 1773 wynajęty na cele teatralne przez austriackiego przedsiębiorcę i aktora Józefa von Kurza-Bernardona przy wsparciu Franciszka Ryxa, starosty piaseczyńskiego i kamerdynera Stanisława Augusta Poniatowskiego. W 1778 w pałacu odbyła się premiera polskiej opery Nędza uszczęśliwiona, skomponowanej przez Macieja Kamieńskiego, uznawanej za pierwszą polską operę do czasu odkrycia barokowej opery Heca albo polowanie na zająca. W tym samym roku teatr zakończył działalność w pałacu w związku z nagłym powrotem Karola Radziwiłła do Warszawy. Protestujący przeciwko niespodziewanej eksmisji aktorzy zabarykadowali się w budynku, który musiała zdobywać straż marszałkowska.
Pałac został przez księcia odrestaurowany i nadal urządzano w nim widowiska, przedstawienia teatralne, bale i maskarady. Po śmierci Karola Radziwiłła (1790) pałac odziedziczył czteroletni syn jego przyrodniego brata, Dominik Radziwiłł. Pałac do 1818 wynajmowano na cele teatralne, m.in. w latach 1804–1806 występował tam zespół Wojciecha Bogusławskiego.
W latach 1738–1740 do pałacu dobudowano skrzydła boczne według projektu Antonia Solariego. W latach 1755–1762 gmach przebudowano i rozbudowano według wcześniejszego projektu Jana Zygmunta Deybla.
Od 1773 w gmachu odbywały się posiedzenia delegacji, która została wyłoniona przez Sejm Rozbiorowy dla przygotowania wspólnie z przedstawicielami trzech mocarstw traktatów I rozbioru Polski.
W czasie Sejmu Czteroletniego pałac był siedzibą Zgromadzenia Przyjaciół Konstytucji Rządowej. Podczas insurekcji kościuszkowskiej mieścił się tam szpital wojskowy.
W styczniu 1807 na przedstawieniu sztuki Andromeda gościł w nim Napoleon Bonaparte, a w 1815 w pałacu zatrzymał się car Aleksander I.
24 lutego 1818 w pałacu odbył się pierwszy publiczny koncert ośmioletniego Fryderyka Chopina. Mały pianista wykonał fragment koncertu fortepianowego g-moll Adalberta Gyrowetza.

### Pałac Namiestnikowski
Pałac pozostawał własnością Radziwiłłów do wiosny 1818, kiedy to został odkupiony przez rząd Królestwa Polskiego z przeznaczeniem na siedzibę namiestnika Królestwa Polskiego, a także na biura i mieszkania niektórych urzędników. O nowym przeznaczeniu gmachu zadecydowały jego wielkość oraz położenie przy głównej arterii miasta.
W latach 1818–1819 korpus główny pałacu został gruntownie przebudowany przez Chrystiana Piotra Aignera w stylu klasycystycznym. Zlikwidowano wysoki czterospadowy dach, zastępując go niższym. Usunięto również łamane dachy nad ryzalitami bocznymi oraz półkolisty fronton. Boniowany parter stał się cokołem dla wyższych pięter budynku, które zostały rozczłonowane pilastrami i półkolumnami. Boczne skrzydła zostały przedłużone do linii zabudowy ulicy, przy czym partie dobudowane zostały rozszerzone w stosunku do już istniejących. Na nowo urządzono reprezentacyjne pomieszczenia pierwszego i drugiego piętra, a pomiędzy korpusem głównym a skrzydłem północnym powstała reprezentacyjna klatka schodowa. Pałac zyskał zupełnie nową elewację frontową w porządku korynckim, a na attyce ustawiono 10 alegorycznych figur. Nadany mu przez Aignera wystrój zewnętrzny przetrwał bez większych zmian do czasów współczesnych.
Dziedziniec pałacu został podzielony żelazną kratą z dwiema bramami po bokach na dwie części – dziedziniec honorowy i przeddziedziniec (avant-cour). Ten ostatni był wykorzystywany jako miejsce postoju powozów w czasie wielkich wydarzeń w pałacu. Na przeddziedzińcu, zamkniętym od strony Krakowskiego Przedmieścia łańcuchami, umieszczono zachowane do dzisiaj cztery kamienne rzeźby leżących lwów. Zostały one wykonane przez współpracującego z Aignerem włoskiego artystę Camilla Landiniego.
Do końca 1823 łączne koszty zakupu, przebudowy i wyposażenia pałacu pochłonęły zawrotną w tamtych czasach sumę 3,6 mln złotych polskich, co sprawiło, że wydatkami ze skarbu Królestwa Polskiego na ten cel zainteresował się senator Nikołaj Nowosilcow, każąc sobie przedstawić ich szczegółowy wykaz.
Po przebudowie przeznaczony dla namiestnika pałac zaczął być nazywany Pałacem Namiestnikowskim. Stał się jednak siedzibą tylko jednego namiestnika, gen. Józefa Zajączka, który mieszkał w nim razem z żoną Aleksandrą Zajączkową. Odbywały się tam również posiedzenia Rady Stanu. Zajączek zmarł w pałacu w lipcu 1826.
29 listopada 1830 przed pałacem, po odmowie przyłączenia się do powstańców, został zastrzelony generał Maurycy Hauke. W czasie powstania listopadowego gmach był siedzibą Rządu Narodowego. Zamieszkali tam również dyktator powstania gen. Józef Chłopicki oraz naczelny wódz Michał Radziwiłł. 15 sierpnia 1831 w Sali Balowej pałacu doszło do konfrontacji pomiędzy członkami Rządu Narodowego, a delegatami Towarzystwa Patriotycznego. Stała się ona wstępem do wypadków 15 sierpnia, w wyniku których na ulicach Warszawy śmierć poniosło kilkadziesiąt osób.
Po powstaniu listopadowym pałac stracił na znaczeniu, gdyż oficjalną siedzibą namiestników Królestwa Polskiego (od 1874 generał-gubernatorów warszawskich) stał się Zamek Królewski. Mieściły się w nim różne urzędy, m.in. Biuro Przyboczne Namiestnika, Rada Administracyjna, Kancelaria Ogólnego Zebrania Senatu i Heroldia Królestwa Polskiego. W 1844 w dawnym apartamencie generała Józefa Zajączka zamieszkał prezes Heroldii Aleksander Colonna-Walewski, a później jego następca Franciszek Stanisław Potocki.
W marcu 1852 w pałacu wybuchł pożar. Od belki przechodzącej przez komin Sali Balowej zapaliły się dach, drugie piętro, a następnie pierwsze piętro gmachu. Walcząca z żywiołem przez wiele godzin Warszawska Straż Ogniowa musiała wzywać na pomoc wojsko, a w okolicznych studniach zabrakło wody. W wyniku pożaru całkowitemu zniszczeniu uległ korpus główny pałacu (ocalały tylko pomieszczenia parteru chronione masywnymi sklepieniami).
Rekonstrukcja pałacu zakończyła się w 1856. Pałac uzyskał taką samą jak przed pożarem architektoniczną szatę zewnętrzną, jednak o nowe elementy dekoracyjne wzbogaciły się wnętrza. Pracami kierował Alfons Kropiwnicki. Osiem nowych figur na attyce (dwie, umieszczone na skraju elewacji, ocalały z pożaru) wykonał Paweł Maliński. Autorem dekoracji sal był Bolesław Podczaszyński. W maju tego samego roku w odbudowanym gmachu odbył się wielki bal wydany na cześć cara Aleksandra II przez obywateli Królestwa Polskiego.
W lipcu 1870 w miejscu przeznaczonym pierwotnie na pomnik księcia Józefa Poniatowskiego odsłonięto w obecności cara Aleksandra II pomnik Iwana Paskiewicza-Erywańskiego.
W latach 1874–1915 pałac zajmowały biura generała-gubernatora warszawskiego. Jego największą salę – Salę Balową – często udostępniano na wystawy. W marcu 1879 po raz pierwszy w Warszawie pokazano tam obraz Jana Matejki Bitwa pod Grunwaldem. Na fasadzie korpusu głównego umieszczono napis w języku rosyjskim informujący o tym, że pałac jest własnością Ministerstwa Spraw Wewnętrznych.
W latach 1899–1901 wyburzono znajdujący się z prawej strony gmachu późnobarokowy pałac Tarnowskich i w jego miejscu wzniesiono luksusowy hotel Bristol.
Po opuszczeniu Warszawy przez Rosjan w sierpniu 1915, zdewastowany pałac przejęła administracja niemiecka. W październiku 1917 rozebrano pomnik Iwana Paskiewicza, jednak na dawnym miejscu pozostał cokół monumentu wykonany z ciemnoszarego granitu finlandzkiego. Został on później wykorzystany do budowy pomnika księcia Józefa Poniatowskiego, odsłoniętego w 1923 na placu Saskim. Po usunięciu cokołu w miejscu pomnika urządzono trawnik.

### Lata 1918–1939
Po odzyskaniu niepodległości pałac stał się oficjalną siedzibą premiera i rządu. Zaczął być nazywany pałacem Rady Ministrów. Prywatny apartament premiera na drugim piętrze korpusu głównego nie był jednak zamieszkiwany na stałe, gdyż w okresie międzywojennym szefowie rządu zmieniali się stosunkowo często, a po objęciu urzędu zatrzymywali na ogół swoje dotychczasowe mieszkania w Warszawie.
W latach 1918–1921 pałac został odrestaurowany według projektu Mariana Lalewicza. W pierwszej kolejności usunięto przepierzenia, warstwy wapna pokrywające sztukateria i malowidła w niektórych pomieszczeniach i zamurowano dodatkowe przejścia, wybite pomiędzy pokojami przez administrację rosyjską w drugiej połowie XIX i na początku XX wieku. Zlikwidowano również drewniany tambur chroniący od przeciągów, ustawiony przed głównym wejściem. Architekt przebudował wiele pomieszczeń, nadając im charakter klasycystyczny, harmonizujący z architekturą Piotra Aignera. Usunięto wtórne podziały pomieszczeń, a piece kaflowe zastąpiono centralnym ogrzewaniem. Lalewicz nie wprowadził zmian w elewacji gmachu poza podwyższeniem i przekształceniem północnej przybudówki przy oficynie północnej.
W 1924 zakupiono i przyłączono do pałacu sąsiadującą z jego północnym skrzydłem neorenesansową kamienicę Karmelitów Bosych (nr 50). Wzniesiony w latach 1782–1786 budynek, zaprojektowany w latach 1761–1762 przez Efraima Szregera, był kamienicą dochodową zakonu karmelitów bosych do kasaty zakonu (1864). Swój obecny kształt uzyskał około 1877 w wyniku przebudowy dla Władysława Szancera na podstawie projektu Józefa Dietricha. Podobnie jak sam pałac, kamienica ocalała podczas II wojny światowej. Na jej bocznej ścianie (od strony kościoła pokarmelickiego) zachowała się także przedwojenna tabliczka adresowa z napisem Skwer Mickiewicza ze śladami po kulach.
Podczas przewrotu majowego, 12 maja 1926, wskutek zagrożenia przez oddziały Józefa Piłsudskiego posuwające się od strony placu Zamkowego na południe, rząd Wincentego Witosa na wniosek prezydenta Stanisława Wojciechowskiego przeniósł się z pałacu do Belwederu.

### Lata 1939–1945
W czasie obrony Warszawy we wrześniu 1939 gmach nie został poważnie uszkodzony.
W latach 1941–1942 w pałacu prowadzono prace budowlane w związku z utworzeniem w styczniu 1941 w siedzibie polskiego rządu Deutsches Haus – centralnej placówki społeczno-kulturalnej Niemców w Warszawie. Autorami tej kontrowersyjnej przebudowy, która zatarła dużą część zmian wprowadzonych wcześniej przez Mariana Lalewicza i przywróciła niektórym wnętrzom ich pierwotne cechy barokowe, byli Juliusz Nagórski i Jan Łukasik. Prace wykonano jednak bardzo starannie, zatrudniono przy nich m.in. specjalistów zaangażowanych przed wojną w renowację Zamku Królewskiego. Wykorzystywano także przedmioty ze zniszczonego w 1939 Zamku. Odnowiono m.in. ornamenty rokokowe w salach parteru od strony ogrodu, przywrócono posadzkę z marmuru kieleckiego w westybulu i pokryto stiukiem marmurowym kolumny w Sali Balowej
W skrzydłach bocznych pałacu urządzono luksusowy hotel i restaurację, a w pomieszczeniach dawnej stajni radziwiłłowskiej – piwiarnię w stylu niemieckim. W ówczesnej Sali Jadalnej (obecnie Sala Bankietowa i Biblioteka) ustawiono na postumencie brązową głowę Adolfa Hitlera. Kamiennym lwom Landiniego podwyższono cokoły. W czasie przebudowy na klatce schodowej odkryto malowidła en grisaille z motywami orłów i broni w prostokątnych płycinach. Niemcy chcieli usunąć orły, zostali jednak przekonani, że jest to tylko ulubiony motyw okresu empire, dzięki czemu malowidła ocalały.
Deutsches Haus został uroczyście otwarty w styczniu 1941 z udziałem gubernatora generalnego Hansa Franka.
W późniejszym okresie okupacji na miejscu dawnego pomnika Iwana Paskiewicza wykopano zbiornik na wodę do celów przeciwpożarowych. W lutym 1944 w Sali Balowej pałacu władze niemieckie wystawiły ciało kata Warszawy Franza Kutschery, który zmarł z ran odniesionych w zamachu w Alejach Ujazdowskich 1 lutego 1944.
Podczas powstania warszawskiego pałac i sąsiadujący z nim hotel Bristol miały zostać opanowane przez żołnierzy 4 kompanii VIII zgrupowania wchodzącego w skład zgrupowania „Krybar”. Przeprowadzony 1 sierpnia 1944 od strony ulic Karowej i Furmańskiej atak po kilku minutach załamał się pod zmasowanym ogniem Niemców z obsadzonych przez Niemców budynków przy ul. Karowej i kampusu Uniwersytetu Warszawskiego; po stronie polskiej było wielu zabitych i rannych. Dalsze walki toczone w śródmieściu w czasie powstania nie wyrządziły gmachowi żadnych szkód, a wycofujący się z miasta Niemcy nie zdążyli wysadzić go w powietrze. Wraz z pałacem Belwederskim oraz gmachem Ministerstwa Wyznań Religijnych i Oświecenia Publicznego należy do nielicznych budynków rządowych w Warszawie, które nie zostały zniszczone w czasie II wojny światowej.

### Lata 1945–1990
Do ocalałego budynku w grudniu 1945 z gmachu Dyrekcji Kolei Państwowych przeniosło się Prezydium Rady Ministrów. Pałac został poddany remontowi i kolejnej przebudowie, która w dużej części przywróciła mu klasycystyczny charakter. Prace przeprowadzono etapami w latach 1947–1952 pod kierunkiem Teodora Bursche, Antoniego Jawornickiego oraz Borysa Zinserlinga. Architekci zaakceptowali niektóre zmiany wprowadzone w czasie przebudowy pałacu na Deutsche Haus. Budynek zyskał również kilka interesujących detali m.in. zaprojektowane przez Henryka Grunwalda, ozdobne kraty w oknach głównej klatki schodowej z monogramem PRM.
Budynek był siedzibą Rady Ministrów do 1953, kiedy to jego funkcję przejął gmach przy Alejach Ujazdowskich 1/3. Pałac zaczął pełnić głównie funkcje reprezentacyjne. W skrzydłach bocznych pozostawiono część biur Urzędu Rady Ministrów oraz Urząd do Spraw Wyznań.
W 1965 przed pałacem ustawiono pomnik księcia Józefa Poniatowskiego, kopię monumentu Bertela Thorvaldsena z 1832, zniszczonego w grudniu 1944 przez Niemców. Kopia pomnika została ufundowana i wykonana przez Duńczyków na podstawie modelu oryginału, który zachował się w Muzeum Thorvaldsena w Kopenhadze, i pierwotnie ustawiona w 1952 przed Starą Pomarańczarnią w Łazienkach.
W 1955 w Sali Kolumnowej pałacu podpisano Układ Warszawski, w 1970 – układ o normalizacji stosunków PRL z RFN, a w 1989 toczyły się tam obrady Okrągłego Stołu.

### Po 1990
W 1990 rozpoczął się czteroletni remont pałacu, który został przeznaczony na siedzibę Prezydenta RP i jego Kancelarii. Przebudowano m.in. dawny apartament premiera na drugim piętrze, a w południowo-wschodniej części korpusu głównego urządzono kaplicę. Formalności związane z przejęciem pałacu zakończyły się w listopadzie 1992.
Po zakończeniu remontu w 1994 pałac stał się oficjalną siedzibą Prezydenta Rzeczypospolitej Polskiej i otrzymał nową oficjalną nazwę – pałac Prezydencki. Zamieszkał w nim Lech Wałęsa, przenosząc się z dotychczasowej oficjalnej siedziby prezydenta w Belwederze. W tym czasie drugie piętro w całości zajmowały prywatne apartamenty prezydenta i jego rodziny, użytkowane następnie przez prezydentów Aleksandra Kwaśniewskiego i Lecha Kaczyńskiego.
Bronisław Komorowski wkrótce po swoim wyborze zdecydował się zamieszkać w dużo mniejszym apartamencie w Belwederze, natomiast dotychczasowe apartamenty w Pałacu Prezydenckim zostały przekształcone w powierzchnię biurową. Gmach pozostał jednak miejscem codziennej pracy prezydenta (mieścił się tam m.in. jego gabinet), a także głównym miejscem uroczystości z jego udziałem oraz przyjmowania oficjalnych gości. Po zakończeniu kadencji Bronisława Komorowskiego apartamentom przywrócono pierwotną funkcję.
Prezydenci Rzeczypospolitej Polskiej podpisali w pałacu m.in. Konstytucję Rzeczypospolitej Polskiej (1997), a także ratyfikowali akty o przystąpieniu Polski do NATO (1997) i Unii Europejskiej (2003) oraz Traktat lizboński (2009).
W czasie swoich podróży apostolskich do Polski pałac odwiedzili Jan Paweł II (1999) oraz Benedykt XVI (2006).
Po śmierci Lecha Kaczyńskiego w katastrofie polskiego Tu-154M w Smoleńsku w kwietniu 2010 działacze organizacji harcerskich ustawili przed pałacem drewniany krzyż, który we wrześniu został przeniesiony do pałacowej kaplicy Zwiastowania Najświętszej Marii Panny, a w listopadzie – do kościoła św. Anny.

## Architektura i wyposażenie pałacu
Obecny wygląd pałac uzyskał w latach 1818–1819 w wyniku przebudowy przeprowadzonej przez Chrystiana Piotra Aignera
Gmach składa się z trzynastoosiowego, czterokondygnacyjnego korpusu głównego przykrytego czterospadowym dachem oraz dwóch symetrycznych dwukondygnacyjnych skrzydeł (oficyn) bocznych. Elewacja pałacu jest klasycystyczna. W części środkowej korpusu znajdują się korynckie półkolumny, natomiast w ryzalitach bocznych – pilastry. Biegnące do linii ulicy skrzydła boczne pałacu w części parterowej są – tak samo jak parter korpusu głównego – boniowane, jednak ich późnoklasycystyczny detal jest bardzo skromny (prawdopodobnie było to celowe działanie architekta – w ten sposób nie odwraca on uwagi od korpusu głównego pałacu).
Neorenesansowa, silnie horyzontalna elewacja ogrodowa gmachu stanowi nawiązanie do architektury pałaców rzymskich. Parter od pierwszego piętra oddziela gzyms; kolejny oddziela pierwsze od drugiego piętra. Pomiędzy wysuniętymi ryzalitami znajduje się sześciokolumnowy portyk wspierający taras pierwszego piętra.

### Ważniejsze pomieszczenia
- Antyszambra[88] (fr. antichambre) – przedpokój, przez który można przejść w amfiladzie m.in. do sekretariatu Prezydenta. Tutaj odbywają się powitania gości uczestniczących w uroczystych obiadach wydawanych przez Prezydenta w Sali Kolumnowej na cześć głów państw składających oficjalne wizyty w Polsce.
- Biblioteka – sala znajdująca się na piętrze południowego skrzydła z widokiem na ogród. Sąsiaduje z Pokojem Wypoczynkowym Prezydenta i Salą Bankietową. Pomieszczenie powstało przy okazji remontu prowadzonego w 1998 pod kierunkiem Teresy Dobiszewskiej, podczas którego przestrzeń Sali Bankietowej podzielono na dwa mniejsze pomieszczenia. Ozdobę wnętrza stanowi plafon Alegoria Polonii pędzla Ludomira Sleńdzińskiego namalowany pierwotnie dla gabinetu Prezesa Rady Ministrów, gdzie jednak z powodu wybuchu wojny nie trafił. Dzieło jest utrzymane w stylistyce art déco[89].
- Gabinet Prezydenta Rzeczypospolitej Polskiej
- Pokój Wypoczynkowy Prezydenta – znajduje się pomiędzy Gabinetem Prezydenta RP i Biblioteką. Swój obecny wygląd zawdzięcza przebudowie prowadzonej w latach 1941–1942. Wtedy powstała pseudoempirowa polichromia z motywem orłów na złoconym tle. Drewniane panele okrywające dolne partie ścian dodano w latach 90. XX wieku. W czasie kolejnych kadencji prezydentów (Lecha Wałęsy, Aleksandra Kwaśniewskiego i Lecha Kaczyńskiego) pokój meblował zestaw nowoczesnych sof w kwiecistych obiciach. Mieszkający w Belwederze Bronisław Komorowski nie używał tego pomieszczenia na co dzień. Zmieniono wówczas jego umeblowanie przywracając mu charakter pałacowy.
- Kaplica Zwiastowania Pańskiego – została urządzona staraniem Lecha Wałęsy i poświęcona 4 lipca 1994 przez kardynała Józefa Glempa[90]. Jej projektantem był Jerzy Kalina[78]. Na ścianach znajdują się m.in. wykonane z granitu strzegomskiego stacje drogi krzyżowej, krzyż wycięty z fragmentów zniszczonych 11 września 2001 wież World Trade Center w Nowym Jorku (dar od przebywających z wizytą w Warszawie nowojorskich strażaków i policjantów polskiego pochodzenia), a także tablica upamiętniająca Romana Indrzejczyka. W podłodze, w miejscach gdzie modlili się papieże: Jan Paweł II i Benedykt XVI zostały umieszczone pamiątkowe tablice.
- Główna klatka schodowa – znajduje się w części północnej pałacu, łączy parter z Antyszambrą. Posadzki i schody wykonano z czarnego marmuru. U podnóża schodów znajduje się wykonana z brązu rzeźba Piusa Welońskiego Prometeusz z 1896.
- Ogród (Salon) Zimowy – pomieszczenie ze szklaną kopułą zaprojektowane przez Teresę Dobiszewską, dobudowane w latach 1999–2000 na istniejącym tarasie[78]. Często po uroczystościach odbywających się w tej części pałacu w saloniku serwowane są poczęstunki. Znajdują się tutaj rzeźby Psyche z gołębiami Wiktora Brodzkiego z 1881 oraz Kalina Piusa Welońskiego z 1896. Neosecesyjne witraże symbolizują cztery pory roku. Schody zostały wykonane z marmuru greckiego.
- Sala Bankietowa (Obrazowa) – swój obecny wystrój wnętrze uzyskało w czasie przebudowy prowadzonej w latach 1941–1942. Ściany pokryto kamienną okładziną, dodano fasetę z motywem oktagonalnych kaset, dodano arabeskowy ornament w supraportach. Obecne żyrandole i kinkiety wraz z dwoma rozetami na białym plafonie dodano w czasie powojennej renowacji obiektu. Zwyczajowa nazwa sali związana jest z licznie zgromadzonymi tutaj obrazami, które są cyklicznie zmieniane. Podczas ważnych uroczystości, świąt narodowych lub ważnych nominacji w tej sali przygotowywany jest poczęstunek dla gości. To do niej przechodzą z Sali Kolumnowej mianowani przez Prezydenta sędziowie, profesorowie, generałowie czy nowo powołani członkowie rządu. Sala wykorzystywana jest m.in. jako miejsce obrad Rady Gabinetowej. Tutaj także nowo nominowani ambasadorzy przekazują listy uwierzytelniające[91].
- Sala Biała – w tej usytuowanej na osi głównego wejścia sali Prezydent przyjmuje głowy obcych państw składające wizyty w Polsce. W sali znajdują się m.in. dziewiętnastowieczne wazy z porcelany miśnieńskiej oraz obraz Chrystus w domu Szymona Lodovico Cardi (Cigoli) z początku XVII wieku. W grudniu 2015 sali nadano imię Lecha Kaczyńskiego[92].
- Sala Chorągwiana – w tej sali, zaaranżowanej na nowo i udostępnionej 2 maja 2013, znajdują się repliki polskich chorągwi z różnych okresów historycznych, a także kopie Konstytucji 3 maja i Konstytucji dla Europy Wojciecha Jastrzębowskiego z 1831[93].
- Sala Kolumnowa (pierwotnie Wielka, do 1945 Balowa) – największa sala pałacu (286 m²). Tutaj odbywają się wszystkie uroczystości, w których bierze udział duża liczba osób, m.in. powoływani i odwoływani są członkowie Rady Ministrów, wręczane są nominacje sędziowskie, profesorskie i promocje generalskie. W Sali Kolumnowej miało miejsce wiele historycznych wydarzeń, m.in. podpisano tutaj Układ Warszawski[94] i toczyły się w niej obrady Okrągłego Stołu[95]. Cechą charakterystyczną dwukondygnacyjnej sali są dwie galerie wsparte na czterech kolumnach korynckich[96]. Do przebudowy prowadzonej w latach 20. XX w. pod kierunkiem Lalewicza piętro obu z nich zdobił rząd stiukowych kariatyd, dodany w czasie XIX-wiecznych renowacji pomieszczenia. Usunięto je jako element wtórny, zaburzający kompozycję pomieszczenia, wtedy też skuto sztukaterię z faset i fryzu. Ostateczny kształt pomieszczeniu nadał remont z lat 1941–1942. Kolumny i fryz pokryto wówczas polichromią imitującą zielony kamień.
- Sala Niebieska – w tej sali, w której centralne miejsce zajmuje długi stół, odbywają się ważne spotkania oraz przyjmowane są zagraniczne delegacje. Na ścianach znajdują się obrazy, m.in. Portret Tadeusza Kościuszki (autor nieznany) oraz Byk rozjuszony Francesca Casanovy.
- Sala Rokoko – sala, w której na zakończenie rozmów prowadzonych w Sali Białej oczekują małżonki głów państw. Na ścianach kilka portretów przedstawiających kobiety, m.in. kopia obrazu Portret hrabiny Anny Katarzyny Orzelskiej Rosalby Carriera.
- Sień Wielka (Główna) – tutaj witani są goście Prezydenta. W Sieni znajdują się: barokowa szafa w stylu gdańskim z XVIII wieku, marmurowy kominek oraz obraz Januarego Suchodolskiego Śmierć Cypriana Godebskiego pod Raszynem z 1855. Sala nakryta jest masywnym sklepieniem kolebkowym z lunetami.
- Sala Orderu Orła Białego – została otwarta przez prezydenta Andrzeja Dudę we wrześniu 2018 w trakcie obchodów stulecia odzyskania przez Polskę niepodległości[97]. W sali, oprócz współczesnych odznak Orderu Orła Białego (najstarszego i najważniejszego polskiego odznaczenia cywilnego i wojskowego), zaprezentowane zostały wybrane insygnia i pamiątki historyczne związane z Drugą Rzecząpospolitą i rządem RP na uchodźstwie, m.in. odznaki Orderu Orła Białego i odznaki Wielkiej Wstęgi Orderu Odrodzenia Polski noszone przez kolejnych Prezydentów. W Sali znajduje się także rękopis konstytucji kwietniowej[91].

W skrzydłach bocznych pałacu znajdują się biura Kancelarii Prezydenta, pomieszczenia gospodarcze oraz pomieszczenia wykorzystywane przez Służbę Ochrony Państwa. Na parterze lewego (północnego) skrzydła pałacu umieszczono stół, przy którym w 1989 w Sali Kolumnowej odbywały się obrady plenarne Okrągłego Stołu. W 2009 i 2019, podczas uroczystości rocznicowych związanych z obradami, stół był przenoszony do Sali Kolumnowej.

## Ogród pałacowy
Pałac od strony wschodniej sąsiaduje z ogrodem (parkiem) o regularnym osiowym układzie, ukształtowanym w okresie międzywojennym. Jest on położony na skarpie warszawskiej i ma powierzchnię ok. 1,9 ha. Powstał w XVII wieku, posiadał wtedy charakter ogrodu barokowego i schodził aż do Wisły. Pierwotnie w ogrodzie wydzielone były trzy tarasy, z przystanią dla łodzi na najniższym i sadzawką na środkowym. Około 1755 roku powstała tam pierwsza oranżeria.
Współcześnie ogród podzielony jest na pięć tarasów, z których dwa zbudowane są z piaskowca i związane są bezpośrednio z pałacem. Ich ozdobą są rośliny uprawiane w pojemnikach. Przy pałacu znajduje się fontanna z neobarokowym basenem z lat 30. XX wieku, w osi której zbudowano kamienne schody prowadzące na niższe poziomy ogrodu. Na murkach, znajdujących się po obu stronach schodów, umieszczono po 1945 kamienne lwy dłuta Pawła Malińskiego, pierwotnie znajdujące się w gmachu Mennicy przy ul. Bielańskiej, rozebranym w 1907.
Trzy dolne tarasy są porośnięte drzewami i krzewami. W drzewostanie dominują klony, kasztanowce, lipy i buki. Większość drzew pochodzi z nasadzeń w okresie międzywojennym i powojennym. Ze starego zadrzewienia zachowały się m.in. dwa kasztanowce o obwodach pni 300–350 cm oraz jeden stary okaz cisa pospolitego. Liczne są krzewy ozdobne. Oś zamyka parterowa oranżeria z lat 1921–1924, prawdopodobnie zaprojektowana przez Mariana Lalewicza. Budynek spłonął w 1944, ale został odbudowany po wojnie w niezmienionym kształcie. W parku znajdują się jeszcze dwa inne budynki: Mała Oranżeria, wzniesiona w północno-wschodnim narożniku parku, prawdopodobnie w latach 1852–1854, oraz, przy południowej granicy posesji, tzw. Dworek z lat 20. XX wieku.
Ogród spełnia funkcje reprezentacyjne i jest niedostępny dla publiczności.

## Tablice pamiątkowe na budynku
- Tablica upamiętniająca Prezydenta RP Lecha Kaczyńskiego odsłonięta 10 kwietnia 2016[104].
- Tablica upamiętniająca ofiary katastrofy polskiego Tu-154M w Smoleńsku oraz krzyż ustawiony przed pałacem przez harcerzy (2010)[105].
- Tablica upamiętniająca pierwszy publiczny koncert Fryderyka Chopina, który miał miejsce w pałacu na wieczorze zorganizowanym przez Warszawskie Towarzystwo Dobroczynności 24 lutego 1818 (2010)[106].
- Tablica upamiętniająca wartę żołnierzy Batalionu Warszawskiego Polskiej Organizacji Wojskowej 5 sierpnia 1915 – pierwszą wartę żołnierza polskiego od 8 września 1831. Tablica została odsłonięta w 1935 roku[107]. Uległa zniszczeniu w czasie II wojny światowej[108]. Została odtworzona i ponownie odsłonięta w 2010 roku[107].
- Tablica upamiętniająca Zgromadzenie Przyjaciół Ustawy Rządowej 3 Maja, obradujące w pałacu w latach 1790–1791 (1966)[109].

## Ochrona konserwatorska
W 1965 roku pałac został wpisany do rejestru zabytków, a w 1987 roku do rejestru wpisano cztery rzeźby lwów  Landiniego ustawione przed pałacem. W 2024 roku do rejestru zabytków wpisano także ogród. Odrębny wpis do rejestru (2396 z 1 grudnia 1987) ma znajdujący się w zespole pałacu pomnik księcia Józefa Poniatowskiego. 
W ewidencji zabytków (wersja z lutego 2013) jako przedmiot ochrony wpisany jest Pałac Koniecpolskich (Radziwiłłów, Namiestnikowski) ze skrzydłami bez załącznika graficznego, podczas gdy w rejestrze Pałac Radziwiłłów, ob. Prezydencki. 
Pałac i jego otoczenie wchodzą również w skład zabytkowego założenia urbanistycznego Krakowskiego Przedmieścia (nr rej. 205 z 1 czerwca 1965) oraz w skład pomnika historii Warszawa – historyczny zespół miasta z Traktem Królewskim i Wilanowem.